# Abelenda (Avión)
Abelenda (llamada oficialmente Santa Mariña de Abelenda) es una parroquia y un lugar español del municipio de Avión, en la provincia de Orense, Galicia.

## Toponimia
La parroquia también es conocida por el nombre de Santa Marina de Abelenda.

## Geografía
El río Avia y algunos afluentes suyos cruza la parroquia, donde según se dice en el diccionario de Madoz, en su momento hubo un total de diecisiete molinos en funcionamiento.

## Organización territorial
La parroquia está formada por ocho entidades de población:
- Abelenda
- Boeijos (Boeixos)
- Casar do Nabo
- La Carija (A Carixa)
- Mangüeiro (Mangoeiro)
- Mouriscados
- Por de Lapa (Pordelapa)
- Rodeiro

## Demografía

### Parroquia
| Gráfica de evolución demográfica de Abelenda (parroquia) entre 2000 y 2021 |
|                                                                            |
| Datos según el nomenclátor publicado por el INE.                           |

### Lugar
| Gráfica de evolución demográfica de Abelenda (lugar) entre 2000 y 2021 |
|                                                                        |
| Datos según el nomenclátor publicado por el INE.                       |

## Patrimonio
Entre los monumentos más destacables se encuentra la iglesia de Santa Marina, situado en la capital de la parroquia. La iglesia fue construida en el siglo XII, posiblemente por la orden templaria. La iglesia es de origen románico pero reformado, consiguiendo una mezcla del románico, y también con el barroco. En el interior de la iglesia, se encuentra un sepulcro antropoide. El exterior es de una sola nave con puerta lateral, con decoraciones románicas que todavía se conserva, a pesar de las reformas. También, la cruz de la iglesia está en buen estado. 

## Festividades
Las fiestas del pueblo se celebran dos días al año:
- La fiesta patronal se celebra el 18 de julio; una fiesta, que lo celebra, dedicando a su patrona, Santa Mariña donde celebra las fiestas en un parque del pueblo llamado Turreiro (antiguamente, se celebraba en el "Tanque", llamado así por ser donde antes había un tanque de agua donde se lavaba la ropa).
- El 24 de agosto, se celebra  una fiesta en honor a San Bartolomé. Esta fiesta es considerada la más juvenil del pueblo.